# Бурижоль
Бурижо́ль (фр. Bourigeole) — коммуна во Франции, находится в регионе Лангедок — Руссильон. Департамент коммуны — Од. Входит в состав кантона Лиму. Округ коммуны — Лиму.
Код INSEE коммуны — 11046.

## Население
Население коммуны на 2008 год составляло 49 человек.
| 1962 | 1968 | 1975 | 1982 | 1990 | 1999 | 2008 |
| ---- | ---- | ---- | ---- | ---- | ---- | ---- |
| 59   | 63   | 50   | 76   | 63   | 54   | 49   |

## Экономика
В 2007 году среди 38 человек в трудоспособном возрасте (15—64 лет) 29 были экономически активными, 9 — неактивными (показатель активности — 76,3 %, в 1999 году было 53,5 %). Из 29 активных работали 26 человек (13 мужчин и 13 женщин), безработных было 3 (2 мужчин и 1 женщина). Среди 9 неактивных 1 человек был учеником или студентом, 6 — пенсионерами, 2 были неактивными по другим причинам.